# ریتم عشق
 «ریتم عشق» آلبومی از هنرمند اهل استرالیا کایلی مینوگ است که در سال ۱۹۹۰ میلادی منتشر شد.